# Merlón

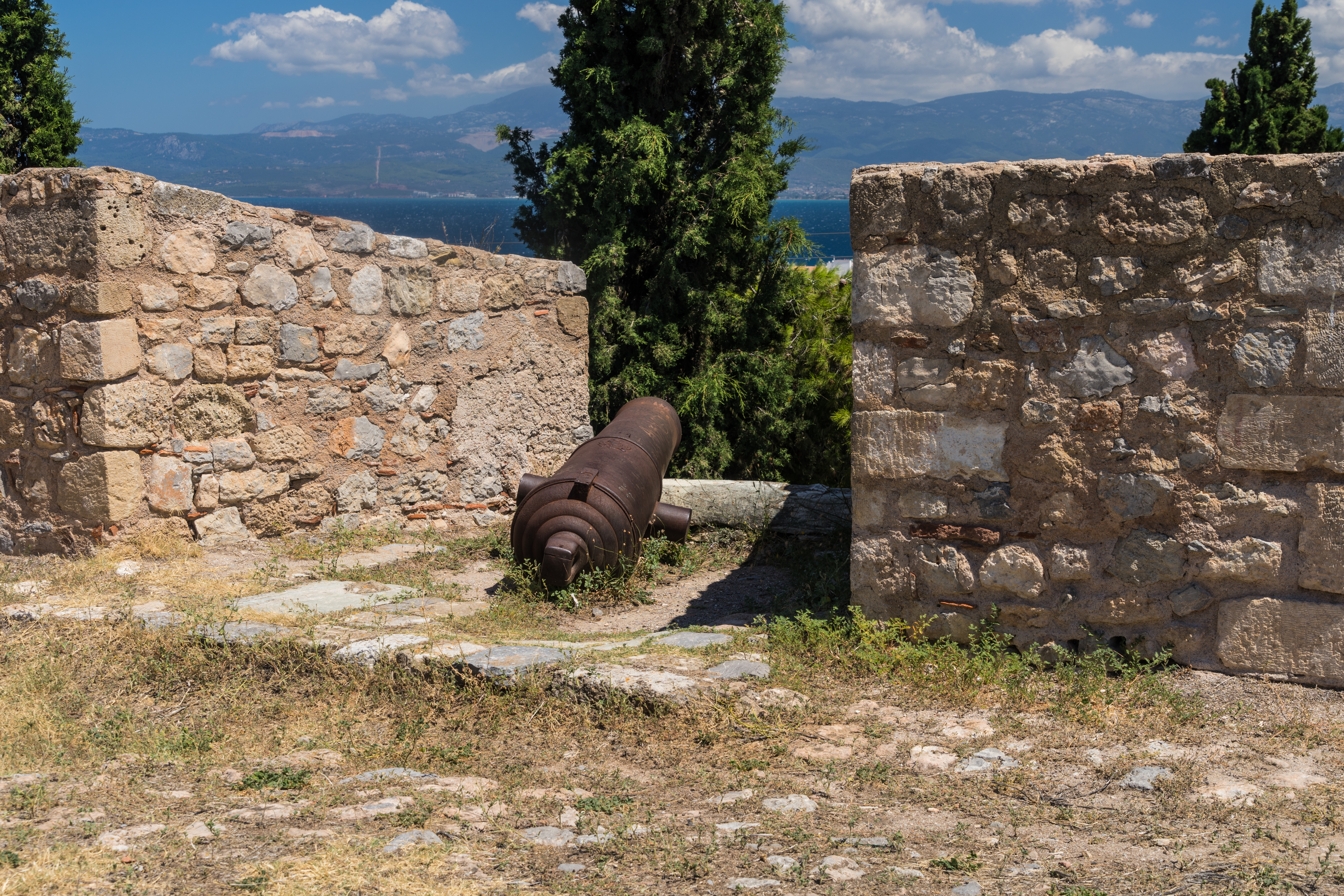
Merlón y cañonera en el castillo de Karabala, Grecia

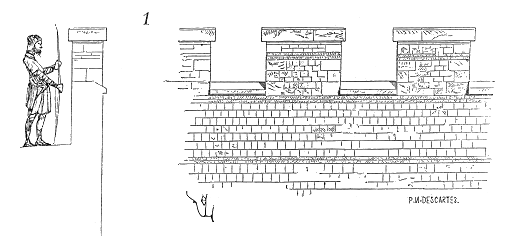
Diseño del uso de un merlón.

Un merlón es un elemento arquitectónico típico de la arquitectura militar moderna o como elemento decorativo, principalmente del neogótico. Se trata de cada uno de los salientes verticales o trozos del parapeto dispuestos a intervalos regulares entre dos cañoneras que coronan los muros perimetrales de castillos, torres defensivas, etc. Los espacios abiertos que se encuentran entre los merlones se denominan usualmente cañoneras, ya que por ellos se asoman las bocas de los cañones. Podríamos decir que merlón es sinónimo de almena, pero a diferencia de esta, el parapeto del merlón es moderno, más grueso, se redondea y frecuentemente presenta al exterior una superficie elástica (capa de tierra), absorbente y capaz de amortiguar el efecto de las bombas sin romper el muro, de allí que la definición de la RAE utiliza el nombre cañonera para el espacio entre dos merlones. 

## Etimología
El término merlón proviene del idioma francés, adaptado del italiano merlone, posiblemente una forma abreviada de mergola (saetera de la muralla), conectada al latín mergae (horquilla), o de un diminutivo moerulus, de murus o moerus (una pared). Una etimología alternativa sugiere que el latín medieval merulus (mencionado desde finales del siglo X) funcionó como un diminutivo del latín merle, "mirlo", que expresa una imagen de este pájaro posado en una pared.

## Historia
El merlón se desarrolló debido al advenimiento de la gran artillería a finales del siglo XVI y muy especialmente en el siglo XVIII que requería de parapetos mucho más resistentes para bastiones, baluartes y revellines que habían de resistir las andanadas de los nuevos y más explosivos ingenios bélicos de la época.

## Función
La función principal de los merlones era la de defensa activa con cañones, protegiendo así a los habitantes de la plaza al contraatacar a los asediantes, garantizándose cierta protección. Actualmente, el uso del merlón es puramente decorativo, y tiene un periodo de renacimiento en el siglo XIX, con la arquitectura historicista del periodo romántico (especialmente el neogótico).
Al igual que los minae romanos o italianos, se distinguían tradicionalmente los siguientes tipos de merlones.

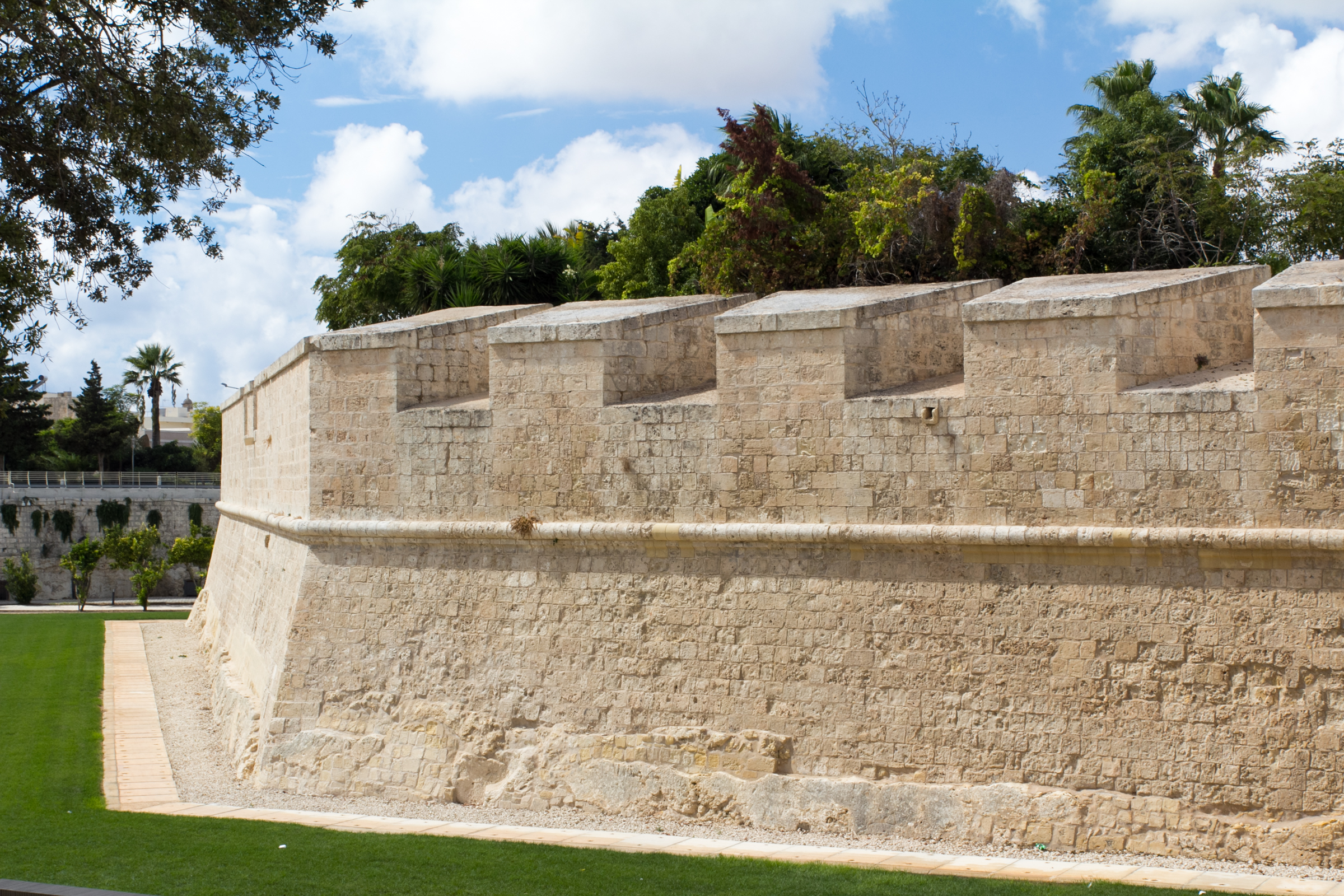
Baluarte con cañoneras y merlones en una ciudadela en Malta.
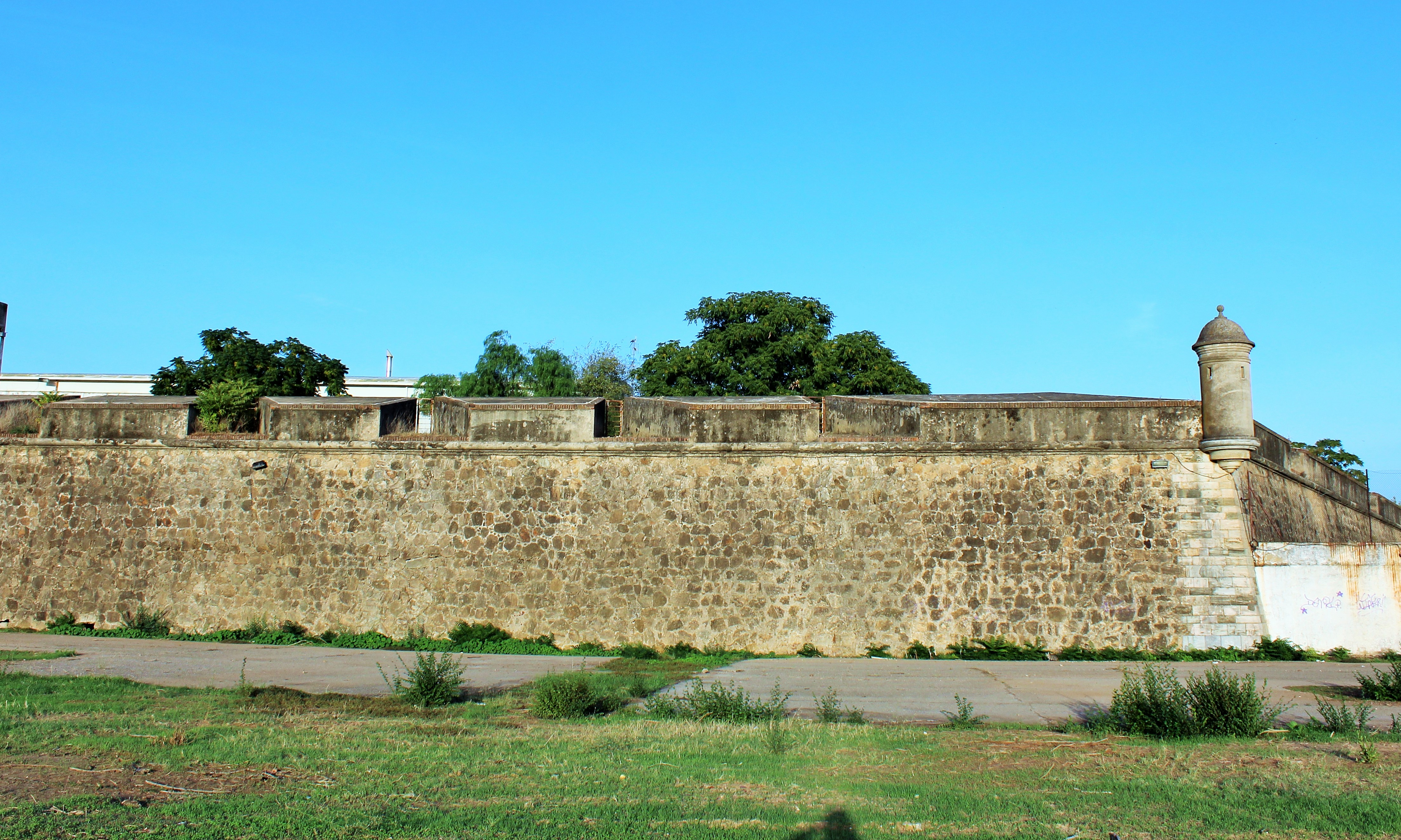
Merlones y cañoneras del baluarte de Santa María en Badajoz del siglo XVIII.
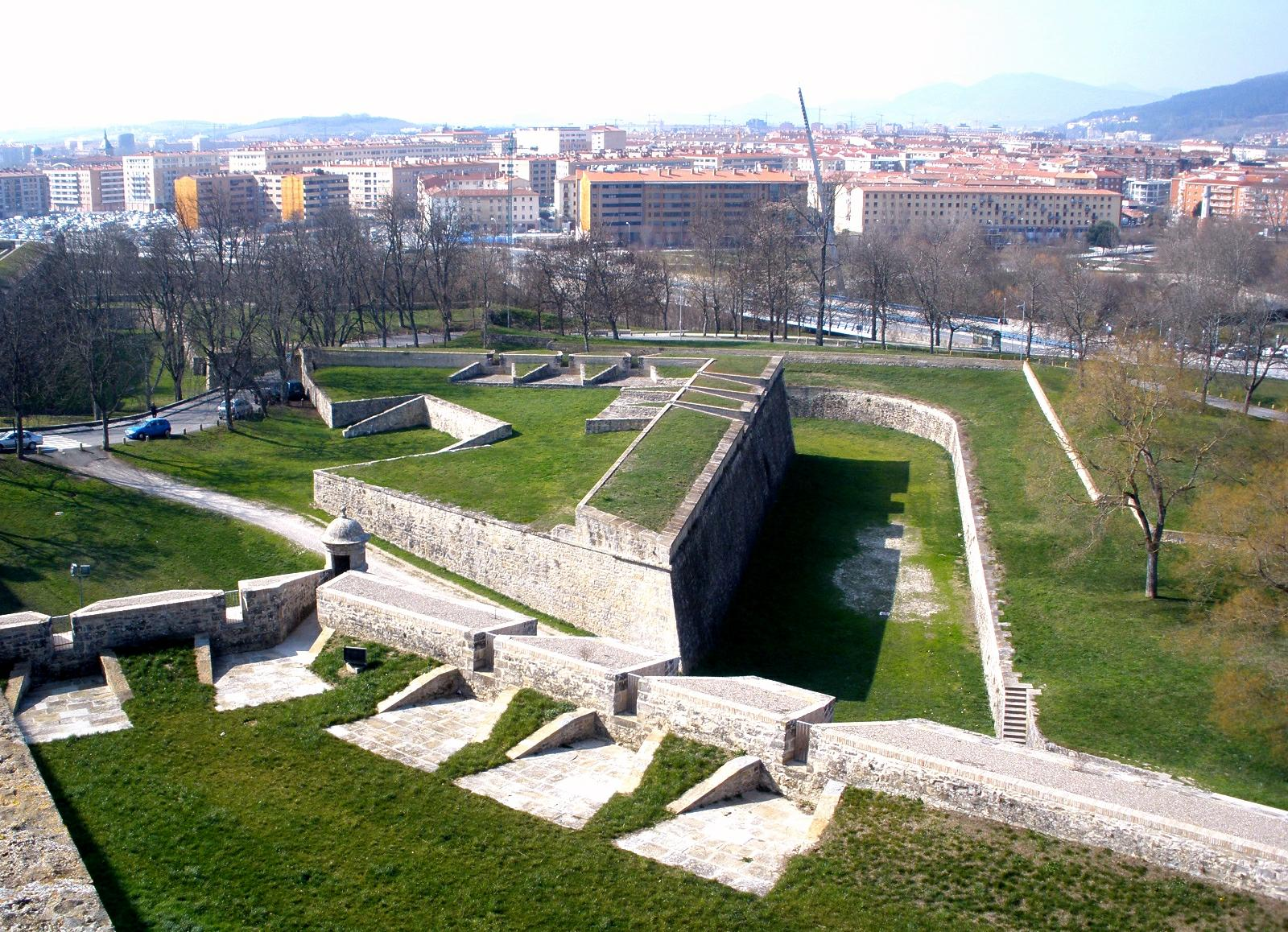
Baluarte del Redín con cañoneras y merlones en Pamplona de finales del siglo XVI.
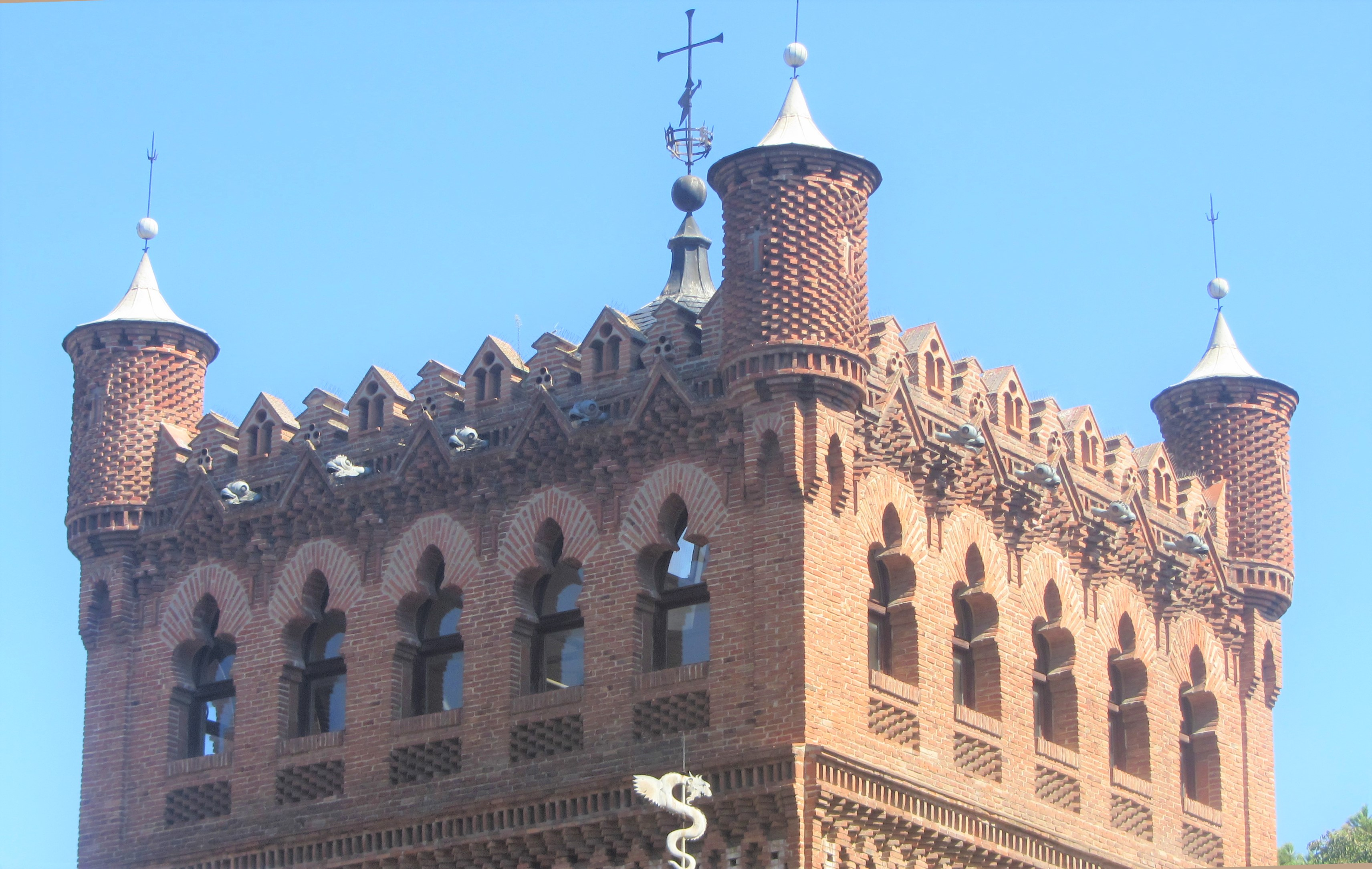
Merlones de fantasía en la torre del Palacete Laredo, Alcalá de Henares (neomudéjar, 1882).
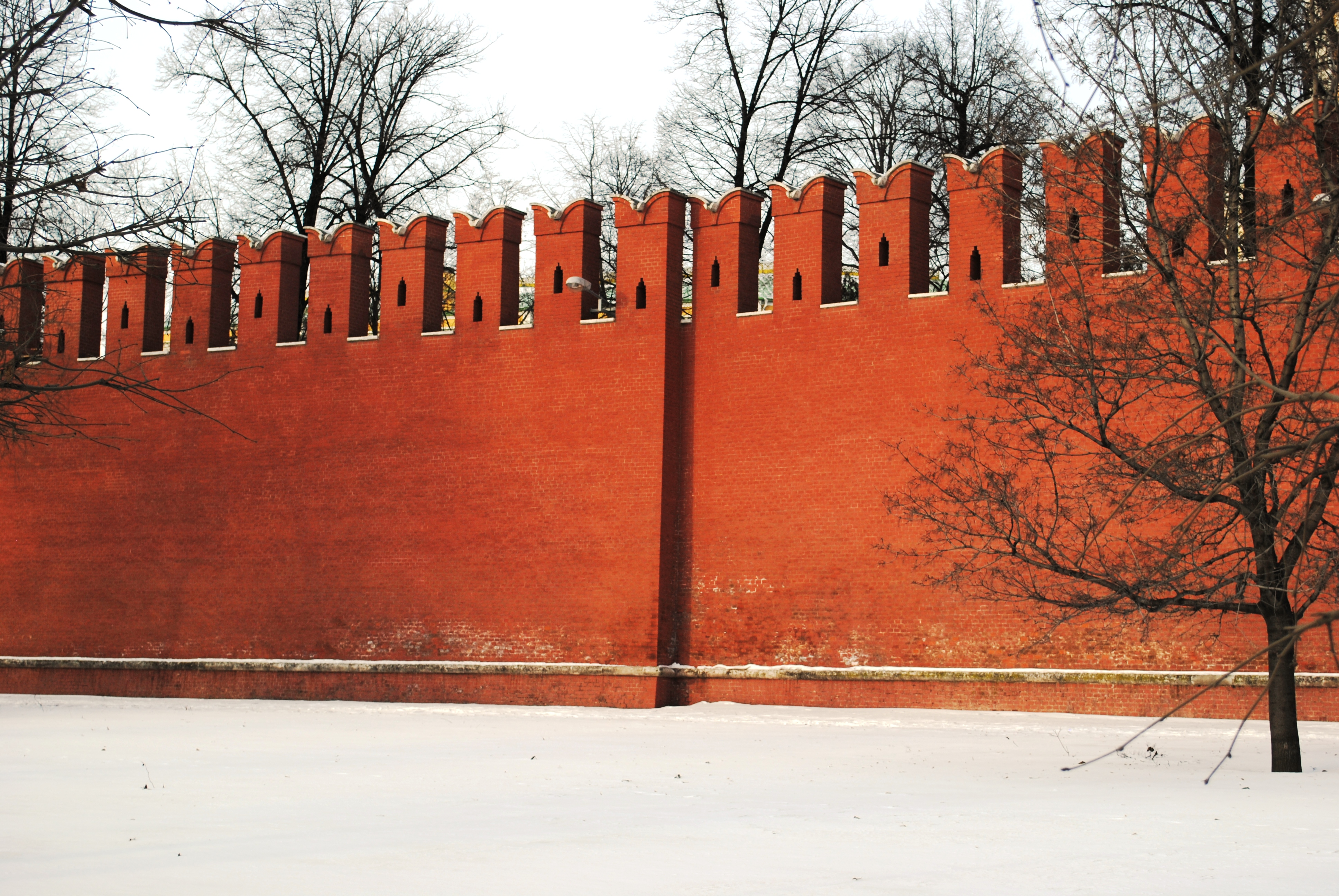
Merlones en la Muralla del Kremlin de Moscú (Rusia).